# Hymenomima differens
Hymenomima differens är en fjärilsart som beskrevs av W. Warren 1897. Hymenomima differens ingår i släktet Hymenomima och familjen mätare. Inga underarter finns listade i Catalogue of Life.